# Rowdies de Tampa Bay (2012)
Ne pas confondre avec le club défunt des Rowdies de Tampa Bay (1975-1993).
Maillots
Dernière mise à jour : 13 août 2025.
Les Rowdies de Tampa Bay (en anglais : Tampa Bay Rowdies), est une franchise de soccer professionnel basée à St. Petersburg, dans l'État de Floride, fondée en 2008. La franchise évolue en USL Championship, le deuxième niveau dans la hiérarchie nord-américaine.

## Historique

### Repères historiques
- 2008 : fondation du club sous le nom des Tampa Bay Rowdies
- 2010 : le club est renommé FC Tampa Bay
- 2012 : le club est renommé Tampa Bay Rowdies

### Histoire
Le 18 juin 2008, les hommes d'affaires locaux David Laxer, Andrew Nestor et Hinds Howard ont annoncé qu'ils prévoyaient de créer une nouvelle franchise de soccer à Tampa qui relancerait le nom des Rowdies et commencerait à jouer en 2010 comme équipe d'expansion de la USL First Division. En novembre 2009, les Rowdies, conjointement à d'autres équipes de la ligue, annoncent leur intention de quitter la première division des USL pour devenir une franchise cofondatrice de la nouvelle NASL qui doit commencer ses activités en 2010. Le 7 janvier 2010, la Fédération des États-Unis de soccer annonce que ni les USL, ni la NASL n'obtiendront le statut de seconde division pour la saison 2010 et établit une ligue provisoire pour une année avec deux conférences, une pour la NASL et une pour les USL.
Le 29 janvier 2010, la franchise est rebaptisée FC Tampa Bay, en raison d'un différend juridique avec la société de vêtements de sport Classic Ink sur les droits de commercialisation du nom des Rowdies de Tampa Bay. Le nom est utilisé de manière informelle par la franchise jusqu'en octobre 2010, lorsque l'équipe a annoncé qu'elle n'utiliserait plus le nom « Rowdies » tant que la question des droits ne serait pas résolue.
Le 15 décembre 2011, après deux saisons, la franchise annonce qu'elle a finalement conclu un accord de licence pour utiliser le nom « Rowdies » et les logos, ce qui lui permet de changer son nom en Rowdies de Tampa Bay avant la saison 2012.
Lors de la saison 2012, la franchise remporte leur premier titre de champion de NASL face aux Stars du Minnesota.
Le 25 octobre 2016, la franchise rejoint la United Soccer League pour la saison 2017.

## Palmarès et records

### Palmarès
| Compétitions nationales                 | Trophées mineurs |
| - Soccer Bowl (1) : - Vainqueur : 2012. | - Ponce de León Cup (2) : - Vainqueur : 2010 et 2012 - Coastal Cup (5) : - Vainqueur : 2010, 2011, 2012, 2013 et 2016 |

### Bilan par saison
| Saison          | Ligue           | Saison régulière | Saison régulière | Saison régulière | Saison régulière | Saison régulière | Saison régulière | Saison régulière | Position | Position | Séries éliminatoires      | US Open Cup    | Affl. moy. saison régulière | Affl. moy. séries éliminat. |
| Saison          | Ligue           | M                | V                | N                | D                | BP               | BC               | Pts              | Conf.    | Ligue    | Séries éliminatoires      | US Open Cup    | Affl. moy. saison régulière | Affl. moy. séries éliminat. |
| --------------- | --------------- | ---------------- | ---------------- | ---------------- | ---------------- | ---------------- | ---------------- | ---------------- | -------- | -------- | ------------------------- | -------------- | --------------------------- | --------------------------- |
| 2010            | USSF Division 2 | 30               | 7                | 12               | 11               | 41               | 46               | 32               | 6e       | 10e      | Non qualifié              | Deuxième tour  | 3 866                       | N/Q                         |
| Passage en NASL |                 |                  |                  |                  |                  |                  |                  |                  |          |          |                           |                |                             |                             |
| 2011            | NASL            | 28               | 11               | 8                | 9                | 41               | 36               | 41               | -        | 3e       | Quart de finale           | Non inscrit    | 3 010                       | 3 003                       |
| 2012            | NASL            | 28               | 12               | 9                | 7                | 37               | 30               | 45               | -        | 2e       | Champion                  | Troisième tour | 3 116                       | 5 170                       |
| 2013            | NASL Spring     | 12               | 5                | 3                | 4                | 21               | 16               | 18               | -        | 4e       | Non qualifié              | Quatrième tour | 4 044                       | N/Q                         |
| 2013            | NASL Fall       | 14               | 5                | 5                | 4                | 30               | 27               | 20               | -        | 3e       | Non qualifié              | Quatrième tour | 4 044                       | N/Q                         |
| 2014            | NASL Spring     | 9                | 2                | 4                | 3                | 11               | 16               | 10               | 7e       | 7e       | Non qualifié              | Troisième tour | 4 550                       | N/Q                         |
| 2014            | NASL Fall       | 18               | 5                | 5                | 8                | 25               | 34               | 20               | 8e       | 7e       | Non qualifié              | Troisième tour | 4 550                       | N/Q                         |
| 2015            | NASL Spring     | 10               | 5                | 4                | 1                | 15               | 9                | 19               | 2e       | 5e       | Non qualifié              | Troisième tour | 5 648                       | N/Q                         |
| 2015            | NASL Fall       | 20               | 5                | 5                | 10               | 18               | 28               | 20               | 8e       | 5e       | Non qualifié              | Troisième tour | 5 648                       | N/Q                         |
| 2016            | NASL Spring     | 10               | 4                | 4                | 2                | 11               | 9                | 16               | 5e       | 9e       | Non qualifié              | Quatrième tour | 5 878                       | N/Q                         |
| 2016            | NASL Fall       | 22               | 5                | 8                | 9                | 29               | 32               | 23               | 10e      | 9e       | Non qualifié              | Quatrième tour | 5 878                       | N/Q                         |
| Passage en USL  |                 |                  |                  |                  |                  |                  |                  |                  |          |          |                           |                |                             |                             |
| 2017            | USL             | 32               | 14               | 11               | 7                | 50               | 35               | 53               | 3e       | 8e       | Demi-finale de conférence | Troisième tour | 5 894                       | 5 612                       |
| 2018            | USL             |                  |                  |                  |                  |                  |                  |                  |          |          |                           | À venir        |                             |                             |

## Stades
La franchise fait ses débuts au George M. Steinbrenner Field de Tampa, une enceinte de baseball d'une capacité de 10 000 spectateurs. Stade des Tarpons de Tampa, une franchise de baseball de la Ligue mineure de baseball, évoluant dans la Ligue de Floride. La première rencontre au George M. Steinbrenner Field, contre l'Aztex d'Austin lors d'un match de l'USSF Division 2, devant 8 082 spectateurs, le 8 mai 2010 (2-2).
En 2011, la franchise déménage au Al Lang Stadium de St. Petersburg, d'une capacité de 7 500 places. Le stade a subi plusieurs rénovations pour le transformer en une installation de soccer, avec des sièges temporaires ajoutés au long de ligne de touche pour augmenter la capacité. L'équipe dispute leur première rencontre le 9 avril 2011. Puis, en 2013, les Rowdies ont signé une prolongation de leur bail jusqu'à la saison 2016.

## Personnalités du club

### Entraîneurs
Le tableau suivant présente la liste des entraîneurs du club depuis 2010.
| Rang | Nom                          | Période   |
| ---- | ---------------------------- | --------- |
| 1    | Paul Dalglish                | 2010      |
| 2    | Perry Van der Beck (intérim) | 2010      |
| 3    | Ricky Hill                   | 2011-2014 |
| 4    | Thomas Rongen                | 2014-2015 |

| Rang | Nom                    | Période     |
| ---- | ---------------------- | ----------- |
| 5    | Stuart Campbell        | 2015-2018   |
| 6    | Neill Collins          | 2018-2023   |
| 7    | Steve Dobson (intérim) | 2023        |
| 8    | Nicky Law              | Depuis 2023 |

### Maillots retirés
- No 6 : Mike Connell (en), (1979-1984 et 1985), Défenseur.
- No 12 : Perry Van der Beck (en), (1978-1982, 1984 et 1989-1993), Milieu.

## Soutien et image

### Logos

Logo de 2010 à 2011.
Logo de 2012.
Logo actuel depuis 2013.